# Otpad
Otpad je svaka tvar ili predmet koje posjednik odbacuje, namjerava ili mora odbaciti. Ovisno o svojstvima otpada, otpad se može podijeliti na opasni, neopasni i inertni otpad.
Po mjestu nastanka, razlikuju se više vrsta otpada: komunalni otpad, proizvodni otpad, ambalažni otpad, otpad iz rudarstva i eksploatacije mineralnih sirovina,  otpadni električki i elektronički uređaji i oprema, vozila kojima je istekao vijek trajanja, otpadne gume, građevinski otpad, infektivni otpad iz zdravstvenih ustanova, otpadna ulja, mulj iz uređaja za pročišćavanje otpadnih voda, itd.

## Otpad po svojstvima

### Opasni otpad
Sadržava tvari s jednim od svojstava: eksplozivnost, radioaktivnost, štetnost, toksičnost, kancerogenost, reaktivnost, nagrizanje, teratogenost, ekotoksičnost i svojstvo otpuštanja otrovnih plinova kemijskom reakcijom ili biološkom razgradnjom.

### Inertni otpad
Otpad koji ne ugrožava okoliš jer uopće ne sadržava ili sadržava malo tvari štetnih po okoliš. 

## Posljedice i troškovi otpada

### Troškovi zaštite okoliša
Neadekvatno gospodarenje otpadom može dovesti do masovne pojave glodavaca i insekata koji mogu uzrokovati gastrointestinalne parazite, žutu groznicu, pojavu crva, kugu i dr. Izlaganje otrovnom otpadu, pogotovo izlaganje nusproduktima paljenja otpada mogu uzrokovati teška zdravstvena oboljenja kao što su karcinomi. Toksični otpad može zagaditi površinske vode, podzemne vode, tlo i zrak. Na odlagalištima otpada često zbog neadekvatnog zbrinjavanja dolazi do povećane koncentracije metana.

### Društveni troškovi
Gospodarenje otpadom predstavlja veliki problem zaštite okoliša u nerazvijenim zemljama trećeg svijeta, ali i u nekim razvijenim zemljama. Jedan od glavnih problema današnjice predstavlja konstantno prebacivanje otpada iz razvijenih zemalja u one nerazvijene, a često se kod tih prebacivanja otpad ne zbrine po propisima, odnosno najvišim standardima.

### Ekonomski troškovi
Ekonomski troškovi zbrinjavanja otpada su visoki te se gospodarenje otpadom najčešće financira iz državnog ili lokalnog proračuna. Značajne uštede na troškovima gospodarenja otpadom mogu se napraviti modernizacijom opreme za prikupljanje otpada, modifikacijom motornih vozila i javnom edukacijom o problemima zagađenja i neadekvatnog odlaganja otpada. Kako bi reducirale troškove i generalni volumen otpada određene zemlje u svijetu primjenjuju "pay as you throw" (hrv. plati koliko baciš) metodu. Recikliranje otpada također dovodi do smanjenja troškova gospodarenja tako što u konačnici smanjuje volumen proizvedenog otpada. 

## Poveznice
- Gospodarenje otpadom
- Radioaktivni otpad